# Pomeni imen asteroidov: 3501–4000
Pregled pomenov imen asteroidov (malih planetov) od številke 3501 do 4000, ki jim je Središče za male planete dodelilo številko in so pozneje dobili tudi uradno ime v skladu z dogovorjenim načinom imenovanja. Pregled je preverjen z Schmadelovim Slovarjem imen malih planetov (Dictionary of Minor Planet Names). Izvor nekaterih imen je pojasnjen tudi v Okrožnicah centra za male planete (Minor Planet Circulars ali MPC). Kadar je pojasnilo najdeno tudi v reviji Sky and Telescope (S&T), je to navedeno. 
Pregled pojasnjuje izvor oziroma pomen imen asteroidov, ki ga je priznala Mednarodna astronomska zveza (IAU). Nekateri asteroidi imajo imajo dodatno pojasnilo o izvoru imena, ki pa vedno ni popolnoma zanesljivo (oznaka "†"). Pojasnilo o izvoru imena, ki je označeno z * je potrebno preveriti ali poiskati še v Slovarju imen malih planetov.
| Ime                   | Začasna oznaka               | Izvor imena |
| 3501–3600             | 3501–3600                    | 3501–3600 |
| --------------------- | ---------------------------- | --- |
| 3501 Olegiya          | 1971 QU                      | Oleg Nikolaevič Korotsev, ruski astronom † Arhivirano 2012-07-17 na Wayback Machine. ‡ |
| 3502 Huangpu          | 1964 TR1                     | pokrajina Huangpu, Šanghaj † |
| 3503 Brandt           | 1981 EF17                    | John Conrad Brandt, ameriški astronom in pisatelj † |
| 3504 Kholshevnikov    | 1981 RV3                     | Konstantin Vladislavovič Holševnikov, ruski astronom † |
| 3505 Byrd             | 1983 AM                      | Deborah Byrd, producent radijske serije Zemlja in nebo (Earth & Sky) † Arhivirano 2006-02-10 na Wayback Machine. |
| 3506 French           | 1984 CO1                     | * |
| 3507 Vilas            | 1982 UX                      | Faith Vilas, ameriški planetarni znanstvenik in od leta 2005 direktor Observatorija MMT v Arizoni |
| 3508 Pasternak        | 1980 DO5                     | Boris Pasternak, ruski pisatelj † |
| 3509 Sanshui          | 1978 UH2                     | pokrajina Sanšui, Ljudska republika Kitajska |
| 3510 Veeder           | 1982 TP                      | Glenn John Veeder, ameriški astronom* |
| 3511 Tsvetaeva        | 1982 TC2                     | Marina Ivanovna Cvetaeva (1892 – 1941) (rusko Мари́на Ива́новна Цвета́ева), sovjetska pesnica † |
| 3512 Eriepa           | 1984 AC1                     | mesto Erie, Pensilvanija |
| 3513 Quqinyue         | 1965 UZ                      | Qu Qinyue, kitajski astronom [MPC 34619] |
| 3514 Hooke            | 1971 UJ                      | Robert Hooke, angleški znanstvenik* |
| 3515 Jindra           | 1982 UH2                     | Lumír Jindra, češki farmakolog in prijatelj odkritelja † |
| 3516 Rusheva          | 1982 UH7                     | Nadja Ruševa, ruska slikarka * |
| 3517 Tatianicheva     | 1976 SE1                     | * |
| 3518 Florena          | 1977 QC4                     | * |
| 3519 Ambiorix         | 1984 DO                      | Ambiorix, vodja belgijskega plemena v času Rimljanov † Arhivirano 2007-06-30 na Wayback Machine. |
| 3520 Klopsteg         | 1952 SG                      | verjetno ameriški fizik Paul E. Klopsteg* |
| 3521 Comrie           | 1982 MH                      | Leslie John Comrie (1893 – 1950), na Novi Zelandiji rojen astronom in začetnik računalništva * |
| 3522 Becker           | 1941 SW                      | Ludwig Becker, nemški astronom* |
| 3523 Arina            | 1975 TV2                     | * |
| 3524 Schulz           | 1981 EE27                    | * |
| 3525 Paul             | 1983 CX2                     | * |
| 3526 Jeffbell         | 1984 CN                      | sestavljeno iz imena in priimka vesoljskega strokovnjaka in pisatelja Jeffreyja F. Bella* |
| 3527 McCord           | 1985 GE1                     | Thomas Bard McCord, ameriški astronom (planetarni geolog)* |
| 3528 Counselman       | 1981 EW3                     | Charles Claude Counselman III, ameriški planetarni strokovnjak † Arhivirano 2008-12-04 na Wayback Machine. |
| 3529 Dowling          | 1981 EQ19                    | Timothy Edward Dowling, ameriški planetarni znanstvenik † Arhivirano 2008-12-04 na Wayback Machine. |
| 3530 Hammel           | 1981 EC20                    | Heidi Beth Hammel, ameriška planetarna znanstvenica † Arhivirano 2008-12-04 na Wayback Machine. ‡ |
| 3531 Cruikshank       | 1981 FB                      | Dale Cruikshank, vesoljski strokovnjak pri NASA-i † Arhivirano 2005-09-04 na Wayback Machine. |
| 3532 Tracie           | 1983 AS2                     | * |
| 3533 Toyota           | 1986 UE                      | Toyota, Aichi, Japonska* |
| 3534 Sax              | 1936 XA                      | Antoine Joseph Adolphe Sax, belgijski izdelovalec glasbil, najbolj je znan po izumu saksofona * |
| 3535 Ditte            | 1979 SN11                    | glavna oseba v romanu Dita, človeški otrok (Ditte, a human child), ki ga je napisal Martin Andersen Nexø † |
| 3536 Schleicher       | 1981 EV20                    | David Glenn Schleicher, ameriški astronom † Arhivirano 2006-09-04 na Wayback Machine. |
| 3537 Jürgen           | 1982 VT                      | * |
| 3538 Nelsonia         | 6548 P-L                     | * |
| 3539 Weimar           | 1967 GF1                     | mesto Weimar, Nemčija* |
| 3540 Protesilaos      | 1973 UF5                     | Protesilaos, mitološka oseba, povezana s Trojansko vojno * |
| 3541 Graham           | 1984 ML                      | * |
| 3542 Tanjiazhen       | 1964 TN2                     | Tan Jiazhen, kitajski genetik [MPC 34619] |
| 3543 Ningbo           | 1964 VA3                     | zgodovinsko mesto Ningbo na Kitajskem † |
| 3544 Borodino         | 1977 RD4                     | vas v Rusiji, kjer je bila bitka pri Borodinu leta 1812 † |
| 3545 Gaffey           | 1981 WK2                     | Michael James Gaffey, ameriški planetarni geolog * |
| 3546 Atanasoff        | 1983 SC                      | John Vincent Atanasoff, ameriški (Bolgarskega rodu) matematik in fizik, izumitelj Atanasoff–Berryjevega računalnika* |
| 3547 Serov            | 1978 TM6                     | Valentin Serov, ruski slikar † |
| 3548 Eurybates        | 1973 SO                      | Eurybates, vojak iz grške mitologije * |
| 3549 Hapke            | 1981 YH                      | Bruce William Hapke, ameriški planetarni znanstvenik* |
| 3550 Link             | 1981 YS                      | František Link, češki astronom † |
| 3551 Verenia          | 1983 RD                      | * |
| 3552 Don Quixote      | 1983 SA                      | Don Kihot, junak Cervantesovega romana* |
| 3553 Mera             | 1985 JA                      | * |
| 3554 Amun             | 1986 EB                      | Amun, bog iz egipčanske mitologije * |
| 3555 Miyasaka         | 1931 TC1                     | Seidai Miyasaka, japonski astronom |
| 3556 Lixiaohua        | 1964 UO                      | Xiao-Hua Li, Kitajec* |
| 3557 Sokolsky         | 1977 QE1                     | Andrej Georgievič Sokolskij, sovjetski astronom † |
| 3558 Shishkin         | 1978 SQ2                     | Ivan Šiškin, ruski slikar † |
| 3559 Violaumayer      | 1980 PH                      | Martin Mayer, nemški ljubiteljski astronom, deloval je na Observatoriju Violau (Javni observatorij Violau) † ‡ Arhivirano 2007-09-28 na Wayback Machine. † Arhivirano 2008-11-12 na Wayback Machine.                    |
| 3560 Chenqian         | 1980 RZ2                     | Qian Chen, Kitajec* |
| 3561 Devine           | 1983 HO                      | * |
| 3562 Ignatius         | 1984 AZ                      | Sveti Ignacij Lijolski, soustanovitelj jezuitov, skupnosti moških redovnikov rimskokatoliške cerkve |
| 3563 Canterbury       | 1985 FE                      | Canterbury, Nova Zelandija, Nova Zelandija* |
| 3564 Talthybius       | 1985 TC1                     | Taltibij, vojak iz grške mitologije * |
| 3565 Ojima            | 1986 YD                      | Ojima, Gunma, Japonska, kjer je bil observatorij odkritelja * |
| 3566 Levitan          | 1979 YA9                     | Isaac Levitan, ruski slikar † |
| 3567 Alvema           | 1930 VD                      | * |
| 3568 ASCII            | 1936 UB                      | ASCII Corporation, Japonska |
| 3569 Kumon            | 1938 DN1                     | Toru Kumon, japonski vzgojitelj |
| 3570 Wuyeesun         | 1979 XO                      | Wu Yeesun, znani umetnik priprave bonsaijev † |
| 3571 Milanštefánik    | 1982 EJ                      | Milan Rastislav Štefánik, slovaško-francoski astronom, meteorolog, general, eden izmed ustanoviteljev Češkoslovaške †                                                                                                   |
| 3572 Leogoldberg      | 1954 UJ2                     | Leo Goldberg, ameriški astronom* |
| 3573 Holmberg         | 1982 QO1                     | Erik Holmberg, švedski astronom † Arhivirano 2012-07-16 na Wayback Machine. |
| 3574 Rudaux           | 1982 TQ                      | Lucien Rudaux, francoski astronom* |
| 3575 Anyuta           | 1984 DU2                     | Anna Aleksandrovna Šišmareva, sovjetski padalka † |
| 3576 Galina           | 1984 DB3                     | Galina Bogdanovna Pjasetskjaja, sovjetski padalka † |
| 3577 Putilin          | 1969 TK                      | Ivan Ivanovič Putilin, sovjetski raziskovalec asteroidov † |
| 3578 Carestia         | 1977 CC                      | * |
| 3579 Rockholt         | 1977 YA                      | Ronald Rockholt, znanstvenik † |
| 3580 Avery            | 1983 CS2                     | * |
| 3581 Alvarez          | 1985 HC                      | Luis Alvarez in njegov sin Walter, ki sta odkrila iridijevo plast, ki je povezana s padcem meteorja zaradi katerega so izumrli dinozavri pred 65 milijoni let                                                           |
| 3582 Cyrano           | 1986 TT5                     | Cyrano de Bergerac, francoski dramatik * |
| 3583 Burdett          | 1929 TQ                      | * |
| 3584 Aisha            | 1981 TW                      | * |
| 3585 Goshirakawa      | 1987 BE                      | vladar Go-Širakava (1127 – 1192), Japonska |
| 3586 Vasnetsov        | 1978 SW6                     | Viktor Mihajlovič Vasnetsov (1848 – 1926) (rusko Виктор Михайлович Васнецов) in Apollinarij Mihajlovič Vasnetsov (1856 – 1933) (rusko Аполлинарий Михайлович Васнецов), ruska slikarja †                                |
| 3587 Descartes        | 1981 RK5                     | René Descartes, francoski filozof* |
| 3588 Kirik            | 1981 TH4                     | * |
| 3589 Loyola           | 1984 AB1                     | Loyola, Španija, rojstni kraj Svetega Ignacija Lojolskega, soustanovitelj jezuitov, skupnosti moških redovnikov rimskokatoliške cerkve                                                                                  |
| 3590 Holst            | 1984 CQ                      | Gustav Holst, skladatelj * |
| 3591 Vladimirskij     | 1978 QJ2                     | * |
| 3592 Nedbal           | 1980 CT                      | Oskar Nedbal, češki skladatelj † |
| 3593 Osip             | 1981 EB20                    | * |
| 3594 Scotti           | 1983 CN                      | James V. Scotti (rojen 1960), astronom (član skupine Spacewatch) |
| 3595 Gallagher        | 1985 TF1                     | * |
| 3596 Meriones         | 1985 VO                      | Merion, bojevnik iz grške mitologije * |
| 3597 Kakkuri          | 1941 UL                      | Juhani Kakkuri, geodet* |
| 3598 Saucier          | 1977 KK1                     | * |
| 3599 Basov            | 1978 PB3                     | * |
| 3600 Archimedes       | 1978 SL7                     | Arhimed, znanstvenik iz Stare Grčije* |
| 3601–3700             |                              | |
| 3601 Velikhov         | 1979 SP9                     | * |
| 3602 Lazzaro          | 1981 DQ2                     | Daniela Lazzaro, brazilski astronom* |
| 3603 Gajdušek         | 1981 RM                      | Vilém Gajdušek, češki izdelovalec teleskopov † |
| 3604 Berkhuijsen      | 5550 P-L                     | Ellie Berkhuijsen, nizozemski astronom † |
| 3605 Davy             | 1932 WB                      | Humphry Davy, kemik* |
| 3606 Pohjola          | 1939 SF                      | Pohjola, kraj v finski mitologiji * |
| 3607 Naniwa           | 1977 DO4                     | Naniva, starodavno ime za mesto Osaka, Japonska |
| 3608 Kataev           | 1978 SD1                     | * |
| 3609 Liloketai        | 1980 VM1                     | Loke-Tai Li, kitajski vzgojitelj* |
| 3610 Decampos         | 1981 EA1                     | * |
| 3611 Dabu             | 1981 YY1                     | Dabu (大埔), grofija v Guangdongu [MPC 34619] |
| 3612 Peale            | 1982 TW                      | * |
| 3613 Kunlun           | 1982 VJ11                    | Kunlun, gorovje na Kitajskem [MPC 34619] |
| 3614 Tumilty          | 1983 AE1                     | Jodi Anne Tumilty Thomas, snaha odkritelja [MPC 25443] |
| 3615 Safronov         | 1983 WZ                      | Viktor Safronov, sovjetski astronom † |
| 3616 Glazunov         | 1984 JJ2                     | Ilja Glazunov, ruski slikar † |
| 3617 Eicher           | 1984 LJ                      | * |
| 3618 Kuprin           | 1979 QP8                     | Aleksandr Kuprin, ruski pisatelj † |
| 3619 Nash             | 1981 EU35                    | * |
| 3620 Platonov         | 1981 RU2                     | Andrej Platonov, ruski pisatelj † |
| 3621 Curtis           | 1981 SQ1                     | * |
| 3622 Ilinsky          | 1981 SX7                     | Igor Iljinski, sovjetski igralec † |
| 3623 Chaplin          | 1981 TG2                     | Charlie Chaplin, angleški komik † |
| 3624 Mironov          | 1982 TH2                     | Andrej Mironov, sovjetski igralec in producent † |
| 3625 Fracastoro       | 1984 HZ1                     | Mario Girolamo Fracastoro, italijanski astronom* |
| 3626 Ohsaki           | 1929 PA                      | Shoji Osaki, japonski zgodovinar astronomije |
| 3627 Sayers           | 1973 DS                      | Dorothy Leigh Sayers, britanski pisatelj [MPC 34619] |
| 3628 Božněmcová       | 1979 WD                      | Božena Němcová (1820 – 1862), češka pisateljica † |
| 3629 Lebedinskij      | 1982 WK                      | Aleksandr Ignatevič Lebedinski, sovjetski astronom † ‡ |
| 3630 Lubomír          | 1984 QN                      | slovansko ime † |
| 3631 Sigyn            | 1987 BV1                     | hčerka odkritelja * |
| 3632 Grachevka        | 1976 SJ4                     | vas v Tambovski oblasti, Rusija, rojstni kraj odkriteljevih staršev Stepana Černiha in Melanije Černih † |
| 3633 Mira             | 1980 EE2                     | * |
| 3634 Iwan             | 1980 FV                      | Iwan P. Williams, britanski astronom † Arhivirano 2007-06-24 na Wayback Machine. |
| 3635 Kreutz           | 1981 WO1                     | Heinrich Kreutz, nemški astronom* |
| 3636 Pajdušáková      | 1982 UJ2                     | Ludmila Pajdušáková, slovaška astronomka † |
| 3637 O'Meara          | 1984 UQ                      | Stephen James O'Meara, ameriški astronom, pisatelj in avtor prispevkov v revijo Nebo in teleskop (Sky and Telescope) †                                                                                                  |
| 3638 Davis            | 1984 WX                      | Donald R. Davis, višji znanstvenik pri Planetarnem inštitutu v Tucsonu |
| 3639 Weidenschilling  | 1985 TX                      | Stuart J. Weidenschilling, ameriški planetarni znanstvenik † |
| 3640 Gostin           | 1985 TR3                     | Victor A. Gostin, avstralski geolog in raziskovalec udarnih kraterjev, nastalih pri padcih asteroidov v Avstraliji |
| 3641 Williams Bay     | A922 WC                      | Williams Bay, Wisconsin, kraj, kjer se nahaja Observatorij Yerkes* |
| 3642 Frieden          | 1953 XL1                     | Frieden je nemški izraz za "mir" * |
| 3643 Tienchanglin     | 1978 UN2                     | Chang-Lin Tien, former Chancellor of the University of California at Berkeley † Arhivirano 2005-05-13 na Wayback Machine. ‡                                                                                             |
| 3644 Kojitaku         | 1931 TW                      | Takuo Kojima, japonski astronom |
| 3645 Fabini           | 1981 QZ                      | Tatiana Fabini, slovaški pisec o astronomiji † |
| 3646 Aduatiques       | 1985 RK4                     | * |
| 3647 Dermott          | 1986 AD1                     | Stanley Frederick Dermott, ameriški astronom* |
| 3648 Raffinetti       | 1957 HK                      | * |
| 3649 Guillermina      | 1976 HQ                      | * |
| 3650 Kunming          | 1978 UO2                     | Kunming, glavno mesto province Junan, Ljudska republika Kitajska † |
| 3651 Friedman         | 1978 VB5                     | imenovan po Louisu in Connie Friedman. Louis Friedman je bil soustanovitelj Planetarne družbe |
| 3652 Soros            | 1981 TC3                     | George Soros (György Soros), na Madžarskem rojen ameriški poslovnež in filozof † Arhivirano 2004-10-27 na Wayback Machine. ┼ Arhivirano 2004-10-27 na Wayback Machine.                                                  |
| 3653 Klimishin        | 1979 HF5                     | Ivan Antonovič Klimišin, ruski astronom † |
| 3654 AAS              | 1949 QH1                     | kratica za Ameriško astronomsko družbo (American Astronomical Society) † |
| 3655 Eupraksia        | 1978 SA3                     | žena princa Fedorja iz Rjazana, ki je živel v 13. stoletju, raje se je ubil kot da bi bil ujetnik Mongolov † |
| 3656 Hemingway        | 1978 QX                      | Ernest Hemingway, ameriški pisatelj † |
| 3657 Ermolova         | 1978 ST6                     | Maria Jermolova, ruska igralka † |
| 3658 Feldman          | 1982 TR                      | Paul D. Feldman, ameriški astronom in Paul A. Feldman, kanadska radioastronoma † Arhivirano 2005-08-29 na Wayback Machine.                                                                                              |
| 3659 Bellingshausen   | 1969 TE2                     | Fabian Gottlieb von Bellingshausen, raziskovalec Antarktike, ki je v letih od 1819 do1821 vodil prvo rusko ekspedicijo na Antarktiko †                                                                                  |
| 3660 Lazarev          | 1978 QX2                     | Mihail Petrovič Lazarev, ruski admiral † |
| 3661 Dolmatovskij     | 1979 UY3                     | Jevgenij Aronovič Dolmatovski, sovjetski pesnik † |
| 3662 Dezhnev          | 1980 RU2                     | Semjon Dežnjov, ruski raziskovalec † |
| 3663 Tisserand        | 1985 GK1                     | Félix Tisserand, francoski astronom* |
| 3664 Anneres          | 4260 P-L                     | * |
| 3665 Fitzgerald       | 1979 FE                      | Ella Fitzgerald, ameriška jazz pevka † |
| 3666 Holman           | 1979 HP                      | Matthew J. Holman, ameriški astronom [MPC 34619] † Arhivirano 2005-08-29 na Wayback Machine. |
| 3667 Anne-Marie       | 1981 EF                      | * |
| 3668 Ilfpetrov        | 1982 UM7                     | Ilf in Petrov, sovjetska pisatelja † |
| 3669 Vertinskij       | 1982 UO7                     | Aleksander Vertinski, ruski igralec, pesnik in skladatelj † |
| 3670 Northcott        | 1983 BN                      | Ruth Josephine Northcott, kanadski astronom † Arhivirano 2005-08-29 na Wayback Machine. |
| 3671 Dionysus         | 1984 KD                      | * |
| 3672 Stevedberg       | 1985 QQ                      | Stephen J. Edberg, ameriški astronom* |
| 3673 Levy             | 1985 QS                      | David Levy, kanadski astronom in pisatelj † Arhivirano 2005-08-29 na Wayback Machine. |
| 3674 Erbisbühl        | 1963 RH                      | * |
| 3675 Kemstach         | 1982 YP1                     | * |
| 3676 Hahn             | 1984 GA                      | Otto Hahn (1879 – 1968), nemški fizik* |
| 3677 Magnusson        | 1984 QJ1                     | * |
| 3678 Mongmanwai       | 1966 BO                      | Mong Man Vai, predsednik skupine Šun Hing v Hong Kongu |
| 3679 Condruses        | 1984 DT                      | Condruzi, starodavni prebivalci današnjega področja Condroz v Belgiji * |
| 3680 Sasha            | 1987 MY                      | * |
| 3681 Boyan            | 1974 QO2                     | * |
| 3682 Welther          | A923 NB                      | Barbara L. Welther* |
| 3683 Baumann          | 1987 MA                      | Paul in Helene Baumann, nemška ljubiteljska astronoma † ‡ Arhivirano 2007-09-27 na Wayback Machine. |
| 3684 Berry            | 1983 AK                      | * |
| 3685 Derdenye         | 1981 EH14                    | * |
| 3686 Antoku           | 1987 EB                      | Antoku, 81. vladar Japonske |
| 3687 Dzus             | A908 TC                      | * |
| 3688 Navajo           | 1981 FD                      | * |
| 3689 Yeates           | 1981 JJ2                     | * |
| 3690 Larson           | 1981 PM                      | * |
| 3691 Bede             | 1982 FT                      | Beda Častitljivi (Sveti Beda) (672 – 735), angleški zgodovinar † |
| 3692 Rickman          | 1982 HF1                     | * |
| 3693 Barringer        | 1982 RU                      | * |
| 3694 Sharon           | 1984 SH5                     | * |
| 3695 Fiala            | 1973 UU4                     | Alan Fiala, ameriški astronom* |
| 3696 Herald           | 1980 OF                      | * |
| 3697 Guyhurst         | 1984 EV                      | Guy Hurst, britanski ljubiteljski astronom* |
| 3698 Manning          | 1984 UA2                     | * |
| 3699 Milbourn         | 1984 UC2                     | * |
| 3700 Geowilliams      | 1984 UL2                     | George Williams, avstralski geolog, odkritelj udarne strukture Acraman, ki je nastala v južni Avstraliji |
| 3701–3800             |                              | |
| 3701 Purkyně          | 1985 DW                      | Jan Evangelista Purkyně (Johannes Evangelists Purkinje), češki anatom, domoljub in fiziolog † |
| 3702 Trubetskaya      | 1970 NB                      | Ekaterina Ivanovna Trubetskaja, ruska princesa † |
| 3703 Volkonskaya      | 1978 PU3                     | Marija Nikolajevna Volkonskaja, ruska princesa † |
| 3704 Gaoshiqi         | 1981 YX1                     | Gao Ši-Či, začetnik popularizacije znanosti na Kitajskem † |
| 3705 Hotellasilla     | 1984 ET1                     | "Hotel La Silla" v Čilu † |
| 3706 Sinnott          | 1984 SE3                     | * |
| 3707 Schröter         | 1934 CC                      | Johann Hieronymus Schröter (1745 – 1816), nemški astronom in selenograf * |
| 3708 –                | 1974 FV1                     | – |
| 3709 Polypoites       | 1985 TL3                     | Polpoit, bojevnik iz grške mitologije * |
| 3710 Bogoslovskij     | 1978 RD6                     | Nikita Bogoslovski, ruski skladatelj in pisatelj † |
| 3711 Ellensburg       | 1983 QD                      | * |
| 3712 Kraft            | 1984 YC                      | * |
| 3713 Pieters          | 1985 FA2                     | * |
| 3714 Kenrussell       | 1983 TT1                     | Ken Russell, britanski filmski režiser * |
| 3715 Štohl            | 1980 DS                      | Ján Štohl, slovaški astronom † |
| 3716 Petzval          | 1980 TG                      | József Miska Petzval, madžarski inženir in matematik † Arhivirano 2004-10-27 na Wayback Machine. |
| 3717 Thorenia         | 1964 CG                      | * |
| 3718 Dunbar           | 1978 VS10                    | * |
| 3719 Karamzin         | 1976 YO1                     | Nikolaj Karamzin, ruski zgodovinar † |
| 3720 Hokkaido         | 1987 UR1                     | otok Hokaido, Japonska * |
| 3721 Widorn           | 1982 TU                      | Thomas Widorn, avstrijski astronom* |
| 3722 Urata            | 1927 UE                      | Takeši Urata, japonski iskalec asteroidov * |
| 3723 Voznesenskij     | 1976 GK2                     | Andrej Voznesenski, ruski pesnik † |
| 3724 Annenskij        | 1979 YN8                     | Innokenty Annensky, ruski pesnik in pisatelj † |
| 3725 Valsecchi        | 1981 EA11                    | * |
| 3726 Johnadams        | 1981 LJ                      | John Adams, predsednik Združenih držav Amerike * |
| 3727 Maxhell          | 1981 PQ                      | Maximilian Hell (Miksa Hell), slovaški astronom ‡ Arhivirano 2004-10-27 na Wayback Machine. † |
| 3728 IRAS             | 1983 QF                      | kratica za IRAS (Infrardeči astronomski satelit ali Infrared Astronomical Satellite )[MPC 34619] † |
| 3729 Yangzhou         | 1983 VP7                     | mesto Jangčou, Ljudska republika Kitajska, kraj kjer je bil prvi kitajski prekop (486 pr. n. št.) † |
| 3730 Hurban           | 1983 XM1                     | * |
| 3731 Hancock          | 1984 DH1                     | John Hancock (1737 – 1793), ameriški politik * |
| 3732 Vávra            | 1984 SR1                     | Anton Alfred Vávra, oče odkritelja † |
| 3733 Yoshitomo        | 1985 AF                      | Minamoto no Jošitomo, prvi samuraj |
| 3734 Waland           | 9527 P-L                     | Robert L. Waland, škotski optik, ki je razvil novo tehnologijo za izdelavo Schmidtovega teleskopa* |
| 3735 Třeboň           | 1983 XS                      | mesto Třeboň, Češka † |
| 3736 Rokoske          | 1987 SY3                     | * |
| 3737 Beckman          | 1983 PA                      | * |
| 3738 Ots              | 1977 QA1                     | Georg Ots, estonski operni pevec * |
| 3739 Rem              | 1977 RE2                     | * |
| 3740 Menge            | 1981 EM                      | * |
| 3741 Rogerburns       | 1981 EL19                    | Roger Burns (1937-1994), mineralog z Nove Zelandije |
| 3742 Sunshine         | 1981 EQ27                    | * |
| 3743 Pauljaniczek     | 1983 EW                      | Paul Janiczek? * |
| 3744 Horn-d'Arturo    | 1983 VE                      | Guido Horn d'Arturo, italijanski astronom* |
| 3745 Petaev           | 1949 SF                      | * |
| 3746 Heyuan           | 1964 TC1                     | mesto Hejuan, Ljudska republika Kitajska † |
| 3747 Belinskij        | 1975 VY5                     | Visarion Belinski, ruski literarni kritik |
| 3748 Tatum            | 1981 JQ                      | Jeremy B. Tatum, kanadski astronom † Arhivirano 2005-08-29 na Wayback Machine. |
| 3749 Balam            | 1982 BG1                     | David D. Balam, kanadski astronom † Arhivirano 2005-08-29 na Wayback Machine. |
| 3750 Ilizarov         | 1982 TD1                     | * |
| 3751 Kiang            | 1983 NK                      | * |
| 3752 Camillo          | 1985 PA                      | * |
| 3753 Cruithne         | 1986 TO                      | Krutini, starodavno britansko pleme * |
| 3754 Kathleen         | 1931 FM                      | * |
| 3755 Lecointe         | 1950 SJ                      | * |
| 3756 Ruscannon        | 1979 MV6                     | Russell David Cannon, britanski astronom* |
| 3757 –                | 1982 XB                      | – |
| 3758 Karttunen        | 1983 WP                      | Hannu Karttunen, finski astronom* |
| 3759 Piironen         | 1984 AP                      | Jukka Piironen, finski astronom* |
| 3760 Poutanen         | 1984 AQ                      | Markku Poutanen, finski astronom in geodet * |
| 3761 Romanskaya       | 1936 OH                      | Sofia Vasiljevna Romanskaja, ruska astronomka ‡ |
| 3762 Amaravella       | 1976 QN1                     | Amaravela skupina ruskih slikarjev, ki so predstavljali ruski kozmizem (filozofsko in kulturno gibanje v začetku 20. stoletja) †                                                                                        |
| 3763 Qianxuesen       | 1980 TA6                     | Qian Xuesen (rojen 1911), kitajski znanstvenik * |
| 3764 Holmesacourt     | 1980 TL15                    | * |
| 3765 Texereau         | 1982 SU1                     | Jean Texereau, optik v laboratoriju za optiko na Observatoriju Paris in pisec knjige Kako izdelati teleskop * |
| 3766 Junepatterson    | 1983 BF                      | June Patterson? * |
| 3767 DiMaggio         | 1986 LC                      | Joe DiMaggio, ameriški bejzbolist [MPC 34619] |
| 3768 Monroe           | 1937 RB                      | Marilyn Monroe, ameriška igralka [MPC 34619] |
| 3769 Arthurmiller     | 1967 UV                      | Arthur Miller, ameriški dramatik, esejist in pisatelj * |
| 3770 Nizami           | 1974 QT1                     | Nizami, azerbajdžanski pesnik † |
| 3771 Alexejtolstoj    | 1974 SB3                     | Aleksej Nikolajevič Tolstoj, ruski pisatelj † |
| 3772 Piaf             | 1982 UR7                     | Edith Piaf, francoska pevka † |
| 3773 Smithsonian      | 1984 YY                      | Smithsonova ustanova (Smithsonian Institution), ameriški muzej ter vzgojni in raziskovalni inštitut * |
| 3774 Megumi           | 1987 YC                      | žena odkritelja |
| 3775 Ellenbeth        | 1931 TC4                     | * |
| 3776 Vartiovuori      | 1938 GG                      | * |
| 3777 McCauley         | 1981 JD2                     | * |
| 3778 Regge            | 1984 HK1                     | * |
| 3779 Kieffer          | 1985 JV1                     | Hugh H. Kieffer in/ali Susan W. Kieffer, ameriška planetarna znanstvenika* |
| 3780 Maury            | 1985 RL                      | Alain J. Maury, francoski astronom |
| 3781 Dufek            | 1986 RG1                     | admiral George J. Dufek (1903–1977), ameriški raziskovalec Antarktike † |
| 3782 Celle            | 1986 TE                      | * |
| 3783 Morris           | 1986 TW1                     | * |
| 3784 Chopin           | 1986 UL1                     | Frédéric Chopin, poljski skladatelj * |
| 3785 Kitami           | 1986 WM                      | mesto Kitami, Japonska * |
| 3786 Yamada           | 1988 AE                      | Sakao Yamada, japonski inženir |
| 3787 Aivazovskij      | 1977 RG7                     | Ivan Aivazovski, ruski slikar † |
| 3788 Steyaert         | 1986 QM3                     | Christian Steyaert, belgijski ljubiteljski astronom, predsednik Belgijskega (Flamskega) astronomskega združenja (Flemish) Vereniging voor Sterrenkunde od leta 1988 do 2004 † Arhivirano 2007-09-29 na Wayback Machine. |
| 3789 Zhongguo         | 1928 UF                      | kitajski izraz za Kitajsko* |
| 3790 Raywilson        | 1937 UE                      | * |
| 3791 Marci            | 1981 WV1                     | Jan Marek Marci (1595 – 1677) (Jan Marek Markù), češki zdravnik, fizik, astronom in filozof † |
| 3792 Preston          | 1985 FA                      | * |
| 3793 Leonteus         | 1985 TE3                     | Leont, mitološka oseba, povezana s Trojansko vojno * |
| 3794 Sthenelos        | 1985 TF3                     | Stenel, mitološka oseba, povezana s Trojansko vojno * |
| 3795 Nigel            | 1986 GV1                     | Nigel Henbest, britanski pisatelj † |
| 3796 Lene             | 1986 XJ                      | * |
| 3797 Ching-Sung Yu    | 1987 YL                      | Čing-Sung Ju, kitajski astronom |
| 3798 de Jager         | 2402 T-3                     | Cornelis de Jager (Kees de Jager), nizozemski astronom † |
| 3799 Novgorod         | 1979 SL9                     | mesto Novgorod, Rusija † |
| 3800 Karayusuf        | 1984 AB                      | * |
| 3801–3900             |                              | |
| 3801 Thrasymedes      | 1985 VS                      | Trasimed, mitološka oseba, povezana s Trojansko vojno * |
| 3802 Dornburg         | 1986 PJ4                     | * |
| 3803 Tuchkova         | 1981 TP1                     | Margarita Mihailovna Tučkova, ruska, ustanoviteljica Spaso-Borodinskega manastirja † |
| 3804 Drunina          | 1969 TB2                     | Julija Drunina, sovjetska pesnica † |
| 3805 Goldreich        | 1981 DK3                     | Peter Goldreich (rojen 1939), ameriški astrofizik* |
| 3806 Tremaine         | 1981 EW32                    | Scott D. Tremaine (rojen 1950), kanadski astronom † Arhivirano 2005-08-29 na Wayback Machine. |
| 3807 Pagels           | 1981 SE1                     | Heinz Rudolf Pagels* |
| 3808 Tempel           | 1982 FQ2                     | Ernst Tempel (1821–1889), astronom* |
| 3809 Amici            | 1984 FA                      | * |
| 3810 Aoraki           | 1985 DX                      | * |
| 3811 Karma            | 1953 TH                      | karma, pojem iz hindujske filozofije * |
| 3812 Lidaksum         | 1965 AK1                     | Dak-Sum Li, Ljudska republika Kitajska* |
| 3813 Fortov           | 1970 QA1                     | * |
| 3814 Hoshi-no-mura    | 1981 JA                      | šola za invalidne osebe na Japonskem. »Hoši no mura« pomeni »Zvezdna vas« |
| 3815 König            | 1959 GG                      | * |
| 3816 Chugainov        | 1975 VG9                     | * |
| 3817 Lencarter        | 1979 MK1                     | Len Carter iz Britanske medplanetarne družbe* |
| 3818 Gorlitsa         | 1979 QL8                     | * |
| 3819 Robinson         | 1983 AR                      | * |
| 3820 Sauval           | 1984 DV                      | Henri Sauval, francoski zgodovinar † |
| 3821 Sonet            | 1985 RC3                     | Jean Sonet, belgijski jezuit † |
| 3822 Segovia          | 1988 DP1                     | Andrés Segovia, kitarist * |
| 3823 Yorii            | 1988 EC1                     | mesto Jorii, Saitama, Japonska |
| 3824 Brendalee        | 1929 TK                      | * |
| 3825 Nürnberg         | 1967 UR                      | mesto Nürnberg, Nemčija † |
| 3826 Handel           | 1973 UV5                     | George Frideric Handel, skladatelj * |
| 3827 Zdeněkhorský     | 1986 VU                      | Zdeněk Horský, češki zgodovinar astronomije † |
| 3828 Hoshino          | 1986 WC                      | Jiro Hoshino, japonski ljubiteljski astronom |
| 3829 Gunma            | prefektura Gunma, Japonska † | |
| 3830 Trelleborg       | 1986 RL                      | * |
| 3831 Pettengill       | 1986 TP2                     | * |
| 3832 Shapiro          | 1981 QJ                      | Irwin Ira Shapiro, ameriški astrofizik |
| 3833 Calingasta       | 1971 SC                      | * |
| 3834 Zappafrank       | 1980 JE                      | Frank Zappa, ameriški glasbenik † |
| 3835 Korolenko        | 1977 SD3                     | Vladimir Korolenko, ruski pisatelj † |
| 3836 Lem              | 1979 SR9                     | Stanisław Lem, poljski pisatelj † |
| 3837 Carr             | 1981 JU2                     | * |
| 3838 Epona            | 1986 WA                      | * |
| 3839 Bogaevskij       | 1971 OU                      | Konstantin Bogajevski, ruski slikar † |
| 3840 Mimistrobell     | 1980 TN4                     | * |
| 3841 Dicicco          | 1983 VG7                     | Dennis DiCicco, založnik revije Nebo in teleskop (Sky & Telescope) * |
| 3842 Harlansmith      | 1985 FC1                     | Harlan Smith, ameriški astronom* |
| 3843 OISCA            | 1987 DM                      | * |
| 3844 Lujiaxi          | 1966 BZ                      | Jia-Xi Lu, kitajski fizikalni kemik* |
| 3845 Neyachenko       | 1979 SA10                    | Ilja Isaakovič Nejačenko, ruska časnikarka in ljubiteljska astronomka † |
| 3846 Hazel            | 1980 TK5                     | * |
| 3847 Šindel           | 1982 DY1                     | Jan Ondřejův (Šindel), srednjeveški češki astronom, matematik, zdravnik in predavatelj † |
| 3848 Analucia         | 1982 FH3                     | Ana Lucia Martins, prijateljica odkritelja |
| 3849 Incidentia       | 1984 FC                      | * |
| 3850 Peltier          | 1986 TK2                     | Leslie Copus Peltier, ameriški ljubiteljski astronom* |
| 3851 Alhambra         | 1986 UZ                      | palača Alhambra v Španiji* |
| 3852 –                | 1987 DR6                     | – |
| 3853 Haas             | 1981 WG1                     | * |
| 3854 George           | 1983 EA                      | * |
| 3855 Pasasymphonia    | 1986 NF1                     | * |
| 3856 Lutskij          | 1976 QX                      | Valerij Konstantinovič Lutski, ruski astronom † |
| 3857 Cellino          | 1984 CD1                     | * |
| 3858 Dorchester       | 1986 TG                      | * |
| 3859 Börngen          | 1987 EW                      | Freimut Börngen, nemški astronom* |
| 3860 Plovdiv          | 1986 PM4                     | Plovdiv, Bolgarija* |
| 3861 Lorenz           | A910 FA                      | * |
| 3862 Agekian          | 1972 KM                      | Tateos Artemjevič Agekian, ruski astrofizik † |
| 3863 Gilyarovskij     | 1978 SJ3                     | Vladimir Giljarovski, ruski pisatelj in novinar |
| 3864 Søren            | 1986 XF                      | * |
| 3865 Lindbloom        | 1988 AY4                     | George Lindbloom, umetnik, oblikovalec, pisatelj, stripar, učitelj, fotograf in komik † |
| 3866 Langley          | 1988 BH4                     | Samuel Pierpont Langley, ameriški astronom in fizik, izumitelj bolometra in letalski pionir † |
| 3867 Shiretoko        | 1988 HG                      | polotok Širetoko, Japonska |
| 3868 Mendoza          | 4575 P-L                     | * |
| 3869 Norton           | 1981 JE                      | Arthur Philip Norton (1876–1955), britanski ljubiteljski astronom (Norton's Star Atlas)* |
| 3870 Mayré            | 1988 CG3                     | hči odkritelja* |
| 3871 Reiz             | 1982 DR2                     | Anders Reiz, danski astronom* |
| 3872 Akirafujii       | 1983 AV                      | Akira Fujii, japonski astronom |
| 3873 Roddy            | 1984 WB                      | David J. Roddy (1932–2002), ameriški astrogeologist, researcher of terrestrial impact craters* |
| 3874 Stuart           | 1986 TJ1                     | * |
| 3875 Staehle          | 1988 KE                      | * |
| 3876 Quaide           | 1988 KJ                      | * |
| 3877 Braes            | 3108 P-L                     | Lucien Lucas Eduard Braes |
| 3878 Jyoumon          | 1982 VR4                     | obdobje Džomon, prazgodovinska Japonska |
| 3879 Machar           | 1983 QA                      | Josef Svatopluk Machar, češki pisatelj in pesnik † |
| 3880 Kaiserman        | 1984 WK                      | Michael Kaiserman, ameriški inženir za vesoljske polete pri firmi Engineering Fellow-Raytheon Corp |
| 3881 Doumergua        | 1925 VF                      | * |
| 3882 Johncox          | 1962 RN                      | John P. Cox (1926–1984), ameriški astronom, researcher into variable stars* |
| 3883 Verbano          | 1972 RQ                      | * |
| 3884 Alferov          | 1977 EM1                     | Zhores Ivanovich Alferov, ruski fizik † Arhivirano 2012-07-17 na Wayback Machine. |
| 3885 Bogorodskij      | 1979 HG5                     | * |
| 3886 Shcherbakovia    | 1981 RU3                     | * |
| 3887 Gerstner         | 1985 QX                      | František Josef Gerstner in njegov sin František Antonín Gerstner, češka fizika in železniška inženirja † |
| 3888 Hoyt             | 1984 FO                      | William Graves Hoyt, raziskovalni sodelavec na Lowellovem observatoriju in zgodovinar znanosti* |
| 3889 Menshikov        | 1972 RT3                     | * |
| 3890 Bunin            | 1976 YU5                     | * |
| 3891 Werner           | 1981 EY31                    | * |
| 3892 Dezsö            | 1941 HD                      | Lóránt Dezsõ, madžarski astronom † Arhivirano 2004-11-18 na Wayback Machine. ‡ Arhivirano 2004-10-27 na Wayback Machine.                                                                                                |
| 3893 DeLaeter         | 1980 FG12                    | John DeLaeter, upokojeni profesor na Curtinovi univerzi, Zahodna Avstralija † |
| 3894 Williamcooke     | 1980 PQ2                     | William Cooke* |
| 3895 Earhart          | 1987 DE                      | Amelia Earhart, letalka* |
| 3896 Pordenone        | 1987 WB                      | * |
| 3897 Louhi            | 1942 RT                      | * |
| 3898 Curlewis         | 1981 SF9                     | Harold Burnham Curlewis, vladni astronom za Zahodno Avstralijo v letih 1912-1940 in drugi direktor observatorija v Perthu †                                                                                             |
| 3899 Wichterle        | 1982 SN1                     | Otto Wichterle, češki kemik, izumitelj kontaktne leče † |
| 3900 Knežević         | 1985 RK                      | * |
| 3901–4000             |                              | |
| 3901 Nanjingdaxue     | 1958 GQ                      | Univerza v Nandžingu* |
| 3902 Yoritomo         | 1986 AL                      | Minamoto no Joritomo, ustanovitelj šogunata Kamakura, Japonska |
| 3903 Kliment Ohridski | 1987 SV2                     | Kliment Ohridski, filozof* |
| 3904 Honda            | 1988 DQ                      | Minoru Honda, japonski astronom |
| 3905 Doppler          | 1984 QO                      | Christian Doppler, avstrijski matematik in fizik † |
| 3906 Chao             | 1987 KE1                     | Edward C. T. Chao, ameriški geolog |
| 3907 Kilmartin        | A904 PC                      | Pamela M. Kilmartin, novozelandski astronom* |
| 3908 Nyx              | 1980 PA                      | Nikta, grška boginja* |
| 3909 Gladys           | 1988 JD1                     | * |
| 3910 Liszt            | 1988 SF                      | Franz Liszt, madžarski pianist in skladatelj † Arhivirano 2004-11-18 na Wayback Machine. ‡ Arhivirano 2004-10-27 na Wayback Machine.                                                                                    |
| 3911 Otomo            | 1940 QB                      | Satoru Otomo, japonski astronom |
| 3912 Troja            | 1988 SG                      | Troja, legendarno starodavno mesto* |
| 3913 Chemin           | 1986 XO2                     | * |
| 3914 Kotogahama       | 1987 SE                      | Kotogahama, plaža v Geiseiju, Japonska* |
| 3915 Fukushima        | 1988 PA1                     | Hisao Fukušima, japonski astronom |
| 3916 Maeva            | 1981 QA3                     | Maeva d'Alloy d'Hocquincourt Vitry |
| 3917 Franz Schubert   | 1961 CX                      | Franz Schubert, skladatelj* |
| 3918 Brel             | 1988 PE1                     | Jacques Brel, belgijski kantavtor* |
| 3919 Maryanning       | 1984 DS                      | Mary Anning, angleška lovka na fosile [MPC 34619] |
| 3920 Aubignan         | 1948 WF                      | * |
| 3921 Klement'ev       | 1971 OH                      | Zahar Ivanovich Klementyev, ruski matematik † |
| 3922 Heather          | 1971 SP3                     | Heather Couper, britanski astronom † |
| 3923 Radzievskij      | 1976 SN3                     | Vladimir Vyacheslavovich Radzievskii, ruski astronom † ‡ |
| 3924 Birch            | 1977 CU                      | * |
| 3925 Tret'yakov       | 1977 SS2                     | Pavel Tretjakov in njegov brat Sergej Mihajlovič Tretjakov (1834-1892), ruska zbiratelja umetnin † |
| 3926 Ramirez          | 1978 VQ3                     | * |
| 3927 Feliciaplatt     | 1981 JA2                     | Felicia Platt, mati odkritelja [MPC 25443] |
| 3928 Randa            | 1981 PG                      | * |
| 3929 Carmelmaria      | 1981 WG9                     | Carmel Maria Borg, tajnica in pomočnica administratorja observatorija v Perthu † |
| 3930 Vasiljev         | 1982 UV10                    | Konstantin Aleksejevič Vasiljev, ruski slikar † |
| 3931 Batten           | 1984 EN                      | Alan H. Batten, kanadski astronom † Arhivirano 2005-08-29 na Wayback Machine. |
| 3932 Edshay           | 1984 SC5                     | Edwin L. Shay, učitelj |
| 3933 Portugal         | 1986 EN4                     | Portugalska † |
| 3934 Tove             | 1987 DF1                     | * |
| 3935 Toatenmongakkai  | 1987 PB                      | Orientalska astronomska zveza (japonsko)* |
| 3936 Elst             | 2321 T-3                     | Eric Walter Elst, astronom † Arhivirano 2007-06-30 na Wayback Machine. |
| 3937 Bretagnon        | 1932 EO                      | * |
| 3938 Chapront         | 1949 PL                      | * |
| 3939 Huruhata         | 1953 GO                      | Masaaki Huruhata, japonski astronom |
| 3940 Larion           | 1973 FE1                     | Larisa Ivanovna Golubkina, ruska igralka † |
| 3941 Haydn            | 1973 UU5                     | Joseph Haydn, avstrijski skladatelj* |
| 3942 Churivannia      | 1977 RH7                     | Ivan Ivanovič Čurjumov (1907-1942) sovjetski vojak in Ivan Ivanovič Čurjumov (1929-1988), sovjetski filozof ter pesnik †                                                                                                |
| 3943 Silbermann       | 1981 RG1                     | * |
| 3944 Halliday         | 1981 WP1                     | Ian Halliday, kanadski astronom † Arhivirano 2005-08-29 na Wayback Machine. |
| 3945 Gerasimenko      | 1982 PL                      | Svetlana Ivanovna Gerasimenko sovjetska raziskovalka kometov † |
| 3946 Shor             | 1983 EL2                     | Viktor Abramovich Shor, sovjetski raziskovalec malih planetov † |
| 3947 Swedenborg       | 1983 XD                      | Emanuel Swedenborg, švedski filozof* |
| 3948 Bohr             | 1985 RF                      | Niels Henrik David Bohr, danski fizik* |
| 3949 Mach             | 1985 UL                      | Ernst Mach, avstrijsko-češki fizik in filozof † |
| 3950 –                | 1986 CH                      | – |
| 3951 Zichichi         | 1986 CK1                     | Antonino Zichichi, italijanski astrofizik* |
| 3952 Russellmark      | 1986 EM2                     | Russell Mark Group je pomagal na Središču za male planete z opisi opomb [MPC 34619] |
| 3953 Perth            | 1986 VB6                     | * |
| 3954 Mendelssohn      | 1987 HU                      | Felix Mendelssohn, nemški skladatelj * |
| 3955 Bruckner         | 1988 RF3                     | Anton Bruckner, avstrijski skladatelj * |
| 3956 Caspar           | 1988 VL1                     | * |
| 3957 Sugie            | 1933 OD                      | Acuši Sugie, japonski astronom* |
| 3958 Komendantov      | 1953 TC                      | Nikolaj Vasiljevič Komendantov, ruski astronom † Arhivirano 2005-01-24 na Wayback Machine. |
| 3959 Irwin            | 1954 UN2                     | * |
| 3960 Chaliubieju      | 1955 BG                      | Cha Liubieju, prijatelj odkritelja † |
| 3961 Arthurcox        | 1962 OB                      | * |
| 3962 Valyaev          | 1967 CC                      | * |
| 3963 Paradzhanov      | 1969 TP2                     | * |
| 3964 Danilevskij      | 1974 RG1                     | * |
| 3965 Konopleva        | 1975 VA9                     | * |
| 3966 Cherednichenko   | 1976 SD3                     | * |
| 3967 Shekhtelia       | 1976 YW2                     | * |
| 3968 Koptelov         | 1978 TU5                     | * |
| 3969 Rossi            | 1978 TQ8                     | Karl Ivanovič Rossi (rusko Карл Иванович Росси ) (Carlo Rossi), italijansko-ruski arhitekt (rojen v Rusiji) |
| 3970 Herran           | 1979 ME9                     | Jose Antonio Ruiz de la Herran Villagomez, tehnični svetovalec v Muzeju znanosti (Museum Universum) v mestu Ciudad de Mexico †                                                                                          |
| 3971 Voronikhin       | 1979 YM8                     | * |
| 3972 Richard          | 1981 JD3                     | * |
| 3973 Ogilvie          | 1981 UC1                     | Robert E. Ogilvie, profesor metalurgije na Tehnološkem inštitutu Massachusettsa in raziskovalec v Muzeju lepih umetnosti v Bostonu †                                                                                    |
| 3974 Verveer          | 1982 FS                      | Arie Verveer, na Nizozemskem rojeni astronom, direktor Observatorija Perth v Zahodni Avstraliji † |
| 3975 Verdi            | 1982 UR3                     | Giuseppe Verdi, italijanski skladatelj * |
| 3976 Lise             | 1983 JM                      | * |
| 3977 Maxine           | 1983 LM                      | * |
| 3978 Klepešta         | 1983 VP1                     | Josef Klepešta, češki astronom † |
| 3979 Brorsen          | 1983 VV1                     | Theodor Brorsen, danski astronom † |
| 3980 Hviezdoslav      | 1983 XU                      | Pavol Országh Hviezdoslav, slovaški pesnik † |
| 3981 Stodola          | 1984 BL                      | Aurel Stodola, slovaški inženir, fizik, in izumitelj † |
| 3982 Kastel           | 1984 JP1                     | Galina Ričardovna Kastel, sovjetska raziskovalka kometov in asteroidov † |
| 3983 Sakiko           | 1984 SX                      | Sakiko Nakano, sestra japonskega astronoma Sjuičija Nakane † |
| 3984 Chacos           | 1984 SB6                     | Albert Anthony Chacos, ameriški vesoljski inženir † |
| 3985 Raybatson        | 1985 CX                      | Raymond M. Batson, ameriški planetarni geolog * |
| 3986 Rozhkovskij      | 1985 SF2                     | Dmitrij Aleksandrovič Rožkovski, sovjetski astronom † |
| 3987 Wujek            | 1986 EL1                     | * |
| 3988 –                | 1986 LA                      | – |
| 3989 Odin             | 1986 RM                      | Odin, bog v nordijski mitologiji* |
| 3990 Heimdal          | 1987 SO3                     | Heimdall, bog v nordijski mitologiji* |
| 3991 Basilevsky       | 1987 SW3                     | Aleksandr T. Basilevskii, sovjetski planetarni geolog † |
| 3992 Wagner           | 1987 SA7                     | Richard Wagner, nemški skladatelj, glasbeni teoretik in esejist * |
| 3993 Šorm             | 1988 VV5                     | František Šorm, češki znestvenik, predsednik Češkoslovaške akademije znanosti med Mednarodnim geofizikalnim letom (od 1. julija 1957 do 31. decembra 1958), ustanovitelj Inštituta za makromolekulano kemijo v Pragi †  |
| 3994 Ayashi           | 1988 XF                      | Ajaši, predel Sendaja, Japonska |
| 3995 Sakaino          | 1988 XM                      | Teruo Sakaino, kemik in strokovnjak za steklo in keramiko † |
| 3996 Fugaku           | 1988 XG1                     | eno izmed starodavnih imen za goro Fudži na Japomskem [MPC 34619] |
| 3997 Taga             | 1988 XP1                     | Taga, Šiga, Japonska |
| 3998 Tezuka           | 1989 AB                      | Osamu Tezuka (1928 – 1989), japonski umetnik mangake (animator, izdelovalec risanih filmov) |
| 3999 Aristarchus      | 1989 AL                      | Aristarh, starogrški astronom in matematik* |
| 4000 Hipparchus       | 1989 AV                      | Hiparh, starogrški znanstvenik * |

| Predhodnik: 3001–3500 | Pomeni imen asteroidov Seznam asteroidov (3501-3750) Seznam asteroidov (3751-4000) | Naslednik: 4001–4500 |